# Lenguas teke-mbere
Las lenguas teke-mbede o teke-mbere es un grupo filogenético propuesto dentro de las lenguas bantúes, codificado como grupo B.50-80, junto con el mbundu y el songo. De acuerdo con Nurse y Philippson (2003) el grupo incluye
- lenguas nzebi (B.50)
- lenguas mbete (B.60)
- lenguas teke (B.70–80)
- Songo-Mbundu (H.20)

## Comparación léxica
Los numerales en diferentes ramas teke-mbede son:
| GLOSA | PROTO- NZEBI     | PROTO- TEKE       | PROTO- MBETE | Mbundu     | PROTO- TEKE- MBEDE |
| ----- | ---------------- | ----------------- | ------------ | ---------- | ------------------ |
| '1'   | *-mɔ(si)         | *-mwɔ(si)         | *-mɔ         | môxì       | *-mɔ(-si)          |
| '2'   | *wali            | *bwyɔle           | *wɔlɛ        | yâdí       | *bwadi             |
| '3'   | *-tatu           | *-tʲari           | *-tati       | tâtù       | *-tatu             |
| '4'   | *-na             | *-na              | *-na         | wânà       | *-na               |
| '5'   | *-taːnu          | *-taːni           | *-taːni      | tânù       | *-taːnu            |
| '6'   | *-samuna         | *-sʲaːmini        | *-sʲamini    | sámánù     | *-sʲaminu          |
| '7'   | *ʦaːmbwaːli      | *n-ʦaːma          | *n-ʦaːmi     | sámbwádì   | *ʦaːm-bwadi        |
| '8'   | *naːnə / *pwɔmbɔ | *i-nana / *mpwɔmɔ | *m-pwɔmɔ     | (dí)nâkè   | *-naːna / *-pwɔmbɔ |
| '9'   | *-bwa            | *-bwa             | *wa          | (dí)vwà    | *-bwa              |
| '10'  | *-kuːmi          | *-kuːmi           | *ku(ː)mi     | (dí)kwìnyì | *-kuːmi            |